# Miriam Bulgaru
Miriam Bianca Bulgaru (* 8. Oktober 1998 in Alba Iulia) ist eine rumänische Tennisspielerin.

## Karriere
Bulgaru begann mit fünf Jahren das Tennisspielen und bevorzugt Hartplätze. Sie spielt überwiegend Turniere auf der ITF Women’s World Tennis Tour, wo sie bereits fünf Titel im Einzel und drei im Doppel gewinnen konnte.
2016 erhielt sie eine Wildcard für die Qualifikation der BRD Bucharest Open, wo sie aber in der ersten Runde gegen Katarzyna Piter mit 1:6 und 4:6 verlor.
2018 erhielt sie sowohl für das Hauptfeld im Dameneinzel, als auch zusammen mit Anna Bondár eine Wildcard für das Hauptfeld im Damendoppel der BRD Bucharest Open 2018. Im Einzel verlor sie in der ersten Runde gegen Wang Yafan mit 1:6 und 3:6, im Doppel ebenfalls in der ersten Runde gegen die australische Paarung Monique Adamczak und Jessica Moore mit 4:6, 7:5 und [6:10].
In der 2. Tennis-Bundesliga spielte Bulgaru 2019 für den Tennis-Club Ludwigshafen-Oppau.

## Turniersiege

### Einzel
| Nr. | Datum              | Turnier         | Kategorie      | Belag | Finalgegnerin          | Ergebnis      |
| --- | ------------------ | --------------- | -------------- | ----- | ---------------------- | ------------- |
| 1.  | 29. Mai 2016       | Galați          | ITF $10.000    | Sand  | Oana Georgeta Simion   | 6:3, 6:1      |
| 2.  | 24. September 2017 | Varna           | ITF $15.000    | Sand  | Cristina Adamescu      | 6:0, 7:65     |
| 3.  | 1. Juli 2018       | Curtea de Argeș | ITF $15.000    | Sand  | Andreea Mitu           | 6:4, 7:5      |
| 4.  | 7. Februar 2021    | Antalya         | ITF W15        | Sand  | Park So-hyun           | 6:2, 6:3      |
| 5.  | 25. September 2022 | Otočec          | ITF W25        | Sand  | Paula Ormaechea        | 7:5, 6:4      |
| 6.  | 15. September 2024 | Bukarest        | WTA Challenger | Sand  | Kathinka von Deichmann | 6:3, 1:6, 6:4 |

### Doppel
| Nr. | Datum            | Turnier   | Kategorie   | Belag     | Partnerin                 | Finalgegnerinnen                         | Ergebnis         |
| --- | ---------------- | --------- | ----------- | --------- | ------------------------- | ---------------------------------------- | ---------------- |
| 1.  | 3. November 2018 | St. Cugat | ITF $25.000 | Sand      | Nicoleta-Cătălina Dascălu | Andreea Roșca Renata Zarazúa             | 6:1, 4:6, [10:7] |
| 2.  | 17. Februar 2019 | Monastir  | ITF $15.000 | Hartplatz | Cristina Ene              | Andrea Lázaro García Despina Papamichail | 6:3, 7:65        |
| 3.  | 25. Juni 2022    | Klosters  | ITF W25     | Sand      | Brenda Fruhvirtová        | Tayisiya Morderger Yana Morderger        | 6:0, 6:1         |